# 자코모 마리
자코모 마리(이탈리아어: Giacomo Mari ˈdʒaːkomo ˈmaːri[*]; 1924년 10월 17일~ 1991년 10월 16일)는 이탈리아의 전 축구 선수로, 현역 시절 미드필더로 활약했다.

## 구단 경력
초년 시절에 아탈란타의 주전으로 도약한 마리는 4년 동안 유벤투스에서 활약하며 전설적인 미드필더 카를로 파롤라와 발을 밪추었고, 세리에 A를 2번 우승했다. 이후, 그는 1954년 월드컵을 앞두고 삼프도리아로 이적한 뒤 파도바에서 세리에 A 마지막 경기를 치렀다.

## 국가대표팀 경력
자코모 마리는 잠피에로 보니페르티, 지노 카펠로, 에르메스 무치넬리, 그리고 에지스토 판돌피니와 함께 1950년과 1954년 월드컵에 모두 참가한 이탈리아의 5명밖에 되지 않는 선수였다. 그는 이탈리아 국가대표팀 일원으로 1948년 런던 올림픽에 참가했고, 2년 뒤에는 파라과이와의 월드컵 경기에 출전했다. 그는 1954년 월드컵에서 스위스전에 출전했다.